# 12820 Robinwilliams
12820 Robinwilliams eller 1996 JN6 är en asteroid i huvudbältet som upptäcktes den 11 maj 1996 av Spacewatch vid Kitt Peak-observatoriet. Den är uppkallad efter den amerikanske skådespelaren och komikern Robin Williams.
Asteroiden har en diameter på ungefär 6 kilometer.